# Артемівська волость
Артемівська волость — історична адміністративно-територіальна одиниця Міуського, потім Таганрізького округу Області Війська Донського з центром у слободі Артемівка-Янова. 
Станом на 1873 рік складалася зі слободи та 4 селищ. Населення — 2937 осіб (1469 чоловічої статі та 1468 — жіночої), 447 дворових господарств і 9 окремих будинків. 
Поселення волості:
- Артемівка-Янова — слобода над річкою Севастянівка й балкою Комишуваха за 95 верст від окружної станиці та за 12 верст від Амвросіївської залізничної станції, 1175 осіб, 193 дворових господарства та 4 окремих будинки, у господарствах налічувалось 33 плуги, 145 коней, 134 пар волів, 685 овець;
- Мануйлів-Оріхівський — селище над річкою Севастянівка й балкою Оріхова за 106 верст від окружної станиці та за 22 версти від Амвросіївської залізничної станції, 543 особи, 80 дворових господарств й окремий будинок;
- Колпаков-Кринський — селище над річкою Кринка за 90 верст від окружної станиці та за 7 верст від Амвросіївської залізничної станції, 283 особи, 71 дворове господарство й 3 окремих будинки;
- Надеждин-Карпов — селище над річкою Кринка за 90 верст від окружної станиці та за 6 верст від Амвросіївської залізничної станції, 454 особи, 78 дворових господарств й окремий будинок;
- Маринин-Рубашкин — селище над річкою Кринка за 93 верст від окружної станиці та за 10 верст від Амвросіївської залізничної станції, 182 особи, 25 дворових господарств.

Старшинами волості були:
- 1905 року — Микола Іванович Рилоненко[2];
- 1907 року — Федір Васильович Романенко[3].
- 1912 року — І. І. Лига[4].